# Bazarella subneglecta
Bazarella subneglecta és una espècie de dípter pertanyent a la família dels psicòdids present a Bèlgica, els Països Baixos, Alemanya, Dinamarca, Suïssa, Polònia, Lituània, Eslovàquia, Àustria, Hongria, el territori de l'antiga República Federal Socialista de Iugoslàvia, Bulgària, Romania i la part europea de Turquia, incloent-hi els Carpats.